# 2015 no ciclismo
Cronologia do ciclismo
2014 no ciclismo - 2015 no ciclismo - 2016 no ciclismo
A recompilação do ano 2015 no ciclismo.

## Por mês

### Janeiro
- 4 de janeiro : Caleb Ewan (Orica-GreenEDGE) consegue a Mitchelton Bay Cycling Classic, uma série de critérios na Austrália. Com três em cada quatro vitórias corridas e 42 pontos, segue o vencedor da última corrida Gregory Henderson (Equipa nacional da Nova Zelândia), 25 pontos, e seu colega Michael Hepburn, 17 pontos. Nas mulheres, Chloe Hosking (34 pontos) segue Lauren Kitchen (29 pontos) e Elizabeth Williams (26 pontos).
- 8 de janeiro : Richie Porte (Team Sky) é consagrado Campeão da Austrália do contrarrelógio, seguindo Rohan Dennis (BMC Racing) e Jack Bobridge (Budget Forklifts). Nas mulheres, Shara Gillow (Rabo Liv Women) consegue o título, ante Bridie O'Donnell e Taryn Heather, enquanto Miles Scotson é consagrada nas esperanças ante Oscar Stevenson e Harry Carpenter.
- 9 de janeiro :
  - Michael Vink (CCT-Champion System) é consagrado Campeão da Nova Zelândia do contrarrelógio, seguindo ambos corredores da equipa Avanti Racing Joseph Cooper e Patrick Bevin. Nas mulheres, é Jaime Nielsen (BePink LaClassica) que se impõe ante Linda Villumsen (feminino UnitedHealthcare) e Lauren Ellis, enquanto James Oram (Axeon) consegue título em esperanças.
  - O UCI grava oficialmente a formação Europcar na segunda divisão.[1]
- 11 de janeiro :
  - Clément Lhotellerie (Peltrax-CS Dammarie-lès-Lys) obtém o título de campeão de França de ciclocross, seguindo Clément Venturini (Cofidis), seleccionado nas esperanças em 2014, e a óctupla que mantém do título Francis Mourey (FDJ). Do lado das provas de mulheres, Pauline Ferrand-Prévot (Rabo Liv Women) adjudica-se o seu segundo maillot tricolor de faixa, ante Caroline Mani (CC Étupes) e Lucie Chainel-Lefèvre (EC Stephanois), enquanto Fabien Doubey (CC Étupes) é consagrada nas esperanças. No resto do mundo, Klaas Vantornout (Sunweb-Napoleon Games) vence a Bélgica, Mathieu van der Poel (BKCP-Powerplus) nos Países Baixos, Adam Toupalik (BKCP-Powerplus) na República Checa, Marcel Meisen (Corendon-Kwadro) em Alemanha, Marco Aurelio Fontana (Cannondale Factory Racing) em Itália e Julien Taramarcaz (Corendon-Kwadro) na Suíça.
  - Heinrich Haussler (IAM) impõe-se por ser coroado Campeão da Austrália. Segue Caleb Ewan (Orica-GreenEDGE) e Neil Van der Ploeg (Avanti Racing).
  - A equipa Avanti Racing realiza um triplo durante os campeonatos da Nova Zelândia, onde Joseph Cooper se impõe ante Thomas Davison e Jason Christie.
- 17 de janeiro : durante a primeira jornada da terça e última manga da Copa do Mundo de ciclismo em pista, em Cali, a Austrália realiza um duplo durante as provas de perseguição por equipas, seguindo nos homens a Rússia e o Reino Unido, e nas mulheres a China e os Estados Unidos. Os Países Baixos inclinam-se a cada final da velocidade por equipas, nos homens em frente à França e nas mulheres em frente a Rússia, enquanto respectivamente a Polónia e a Espanha completam o pódio. Eles se acumulam com a vitória na prova de velocidade individual feminina, com a vitória de Elis Ligtlee ante Guo Shuang (China) e Lee Wai-sze (Hong Kong). Finalmente, Fabián Puerta (Colômbia) consegue o keirin homens. Segue Shane Perkins (Austrália) e Matthew Baranoski (Estados Unidos).
- 18 de janeiro : durante a segunda jornada da terceiro série da Copa do Mundo de ciclismo em pista, Maximilian Beyer (Alemanha) adjudica-se o omnium, graças sobretudo às suas vitórias na véspera nas mangas do Scratch e da eliminação. Segue à classificação final Jasper De Buyst (Bélgica) e Gaël Suter (Suíça). Denis Dmitriev (RusVelo) ganha a velocidade individual homens, seguindo Jeffrey Hoogland (Países Baixos) e Fabián Puerta (Colômbia). Nas mulheres, Kirsten Wild (Países Baixos), ganhadora dos séries do Scratch e da perseguição individual, impõe-se no omnium, ante Leire Olaberría (Espanha) e Anna Knauer (Alemanha), e Junhong Lin (China) no keirin, seguindo Shanne Braspennincx (Países Baixos) e Melissa Erickson (Estados Unidos).
- 25 de janeiro :
  - Triplo australiano no Tour Down Under : vencedor da terceira etapa, Rohan Dennis (BMC Racing) consegue a classificação geral ante Richie Porte (Team Sky) e seu colega Cadel Evans, que participava na sua penúltima carreira profissional. Dennis apodera-se assim da liderança do UCI World Tour.
  - O Neerlandés Mathieu van der Poel (BKCP-Powerplus) vê um sucesso na 6.º e última manga da copa do mundo de ciclocross, seguindo os Belgas Wout Van Aert (Vastgoedservice-Golden Palace) e Gianni Vermeersch (Sunweb-Napoleon Games). O colega e compatriota deste último Kevin Pauwels adjudica-se a classificação geral, 4.º desta manga, ante os neerlandeses Lars van der Haar (Giant-Alpecin) e Corné van Kessel (Telenet-Fidea). Do lado da prova feminina, a italiana Eva Lechner (Colnago Sudtirol) levanta os braços, seguindo a Checa Kateřina Nash (Luna) e a Francesa Pauline Ferrand-Prévot (Rabo Liv Women). À classificação geral, é a quarta do dia, a Belga Sanne Cant (Enertherm-BKCP), que se impõe. Avança a sua compatriota Ellen Van Loy (VZW Young Telenet Fidea) e a Estadounidense Katherine Compton (Trek Factory Racing). Nas esperanças, a manga volta a Laurens Sweeck (Bélgica) e a classificação geral a Michael Vanthourenhout (Bélgica). Eli Iserbyt (Bélgica) ganha a manga e a classificação geral nas juniores.
  - Graças sobretudo a estas duas vitórias de etapa, o argentino Daniel Díaz (Funvic-São José dos Campos) impõe-se na Volta de San Luis, seguindo as colombianos Rodolfo Torres (Colombia) e Nairo Quintana (Movistar).
- 29 de janeiro : Matteo Pelucchi (IAM) consegue ao sprint a primeira manga do Challenge de Mallorca, o Trofeo Santanyí-Ses Salines-Campos. Avança Elia Viviani (Team Sky) e José Joaquín Rojas (Movistar).
- 30 de janeiro : o Trofeo Andratx-Mirador d'Es Colomer, segunda manga do Challenge de Mallorca, volta a Steve Cummings (MTN-Qhubeka), que bate Alejandro Valverde (Movistar) e Davide Formolo (Cannondale-Garmin).
- 31 de janeiro :
  - Após o título em estrada, Pauline Ferrand-Prévot (França) obtém o título de campeã do mundo de ciclocross. Avança Sanne Cant (Bélgica) e Marianne Vos (Países Baixos), que se tinha imposto durante as seis últimas edições. Nos juniores, o maillot arco-íris volta a Simon Andreassen (Dinamarca), já titular na categoria em BTT, que avança Eli Iserbyt (Bélgica) e Max Gulickx (Países Baixos).
  - Após uma escapada de quilômetro, Alejandro Valverde (Movistar) adjudica-se a terceira série do Challenge de Mallorca, o Troféu Serra de Tramontana, seguindo Tim Wellens (Lotto-Soudal) e Leopold König (Team Sky).

### Fevereiro
- 1 de fevereiro :
  - Mathieu van der Poel (Países Baixos) é consagrado campeão do mundo de ciclocross, ante Wout Van Aert (Bélgica) e seu compatriota Lars van der Haar. Na manhã, a Bélgica realiza um duplo durante a carreira esperanças, onde Michael Vanthourenhout é titular ante Laurens Sweeck e o Neerlandés Stan Godrie.
  - O italiano Matteo Pelucchi (IAM) impõe-se na 4.º manga do Challenge de Mallorca, o Troféu Praia de Palma Palma, seguindo ao sprint o alemão André Greipel (Lotto-Soudal) e o britânico Ben Swift (Team Sky).
  - Pim Ligthart (Lotto-Soudal) adjudica-se o grande Prêmio de abertura La Marseillaise, primeira prova da temporada na França e primeira manga da Copa da França. Avança Kenneth Vanbilsen (Cofidis) e Antoine Demoitié (Wallonie-Bruxelles).
  - Cadel Evans (BMC Racing) participa na sua última carreira profissional, em Cadel Evans Great Ocean Road Race organizada para a ocasião e onde toma o quinto lugar. A prova está conseguida pelo belga Gianni Meersman (Etixx-Quick Step), que avança os australiano Simon Clarke (Orica-GreenEDGE) e Nathan Haas (Cannondale-Garmin).
- 4 de fevereiro : após ter anunciado um percurso reduzido em parte na Espanha, a Volta Mediterránea não terá finalmente lugar, como consequência de dívidas demasiadas da entidade do organizador a LNC e a FFC.[2]
- 5 de fevereiro : Daryl Impey (Orica-GreenEDGE) é titular para a 3.ª temporada consecutiva Campeão da África do Sul do contrarrelógio. Avança Reinardt Janse van Rensburg e Louis Meintjes (MTN-Qhubeka).
- 6 de fevereiro : ganhadora das duas últimas etapas, Elizabeth Armitstead (Boels Dolmans Cycling Team) consegue a Volta do Catar feminino, ante Chloe Hosking (Wiggle Honda) e a sua colega de equipa Ellen van Dijk.
- 7 de fevereiro :
  - Autor de duas vitórias de etapa, Mark Cavendish (Etixx-Quick Step) impõe-se no Tour de Dubai, seguindo John Degenkolb (Team Giant-Alpecin), que tem levantado também os braços, e Juan José Lobato (Movistar).
  - Rigoberto Urán (Etixx-Quick Step) é consagrado Campeão da Colômbia do contrarrelógio, ante Rafael Infantino (EPM-Tigo UNE-Área Metropolitana) e Hernando Bohórquez (Boy raza del campo Lot-IND).
  - Jacques Janse van Rensburg (MTN-Qhubeka) é o novo Campeão da África do Sul, seguindo Daryl Impey (Orica-GreenEDGE) e Jayde Julius.
- 8 de fevereiro :
  - Rohan Dennis (BMC Racing Team) é o novo titular do recorde da hora, apagando a precedente marca em quilômetro a Granges.[3]
  - Graças ao seu sucesso no contrarrelógio final, Bob Jungels (Trek Factory Racing) tira a classificação geral da Estrela de Bessèges. Avança Tony Gallopin (Lotto-Soudal), vencedor à véspera, e seu colega Fabio Felline.
  - O italiano Manuel Belletti (Southeast) consegue o Grand Prix de la côte étrusque. Os seus compatriotas Davide Viganò (Idea 2010) e Niccolò Bonifazio (Lampre-Merida) acompanham-no no pódio.
  - Robinson Chalapud (Orgullo Antioqueño) resulta Campeão da Colômbia, ante Daniel Jaramillo (Jamis-Hagens Berman) e Jeffry Romero (Boyacá raza de campeones).
  - O australiano Cameron Meyer (Orica-GreenEDGE) impõe-se no Herald Sun Tour, seguindo os neo-Zelândeses Patrick Bevin e Joseph Cooper (Avanti Racing).
- 13 de fevereiro : sobretudo graças ao seu contrarrelógio vitorioso, Niki Terpstra (Etixx-Quick Step) conserva o seu título no Tour de Catar, batendo Maciej Bodnar (Tinkoff-Saxo) e Alexander Kristoff (Team Katusha), vencedor de três etapas.
- 14 de fevereiro : Riñón Taaramäe (Astana Pro Team) adjudica-se a Volta a Múrcia, seguindo Bauke Mollema (Trek Factory Racing) e Zdeněk Štybar (Etixx-Quick Step).
- 15 de fevereiro : Mark Cavendish (Etixx-Quick Step) ganha a Clássica de Almeria. Avança ao sprint Juan José Lobato (Movistar) e seu colega Mark Renshaw.
- 18 de fevereiro : durante os campeonatos mundiais em pista, a Nova Zelândia é disqualificada em final da velocidade por equipas, o título volta depois à França, enquanto a Alemanha obtém a medalha de bronze. Sobre a prova feminina, a China impõe-se ante a Rússia e a Austrália. Finalmente, Stephanie Pohl (Alemanha) consegue a corrida por pontos mulheres, seguindo Minami Uwano (Japão) e Kimberly Geist (Estados Unidos).
- 19 de fevereiro :
  - Durante os mundiais de ciclismo em pista, as nações da Commonwealth dominam a perseguição por equipas, onde o título volta nos homens à Nova Zelândia ante o Reino Unido e o Austrália, nas mulheres a Austrália ante o Reino Unido e o Canadá. Nos homens, François Pervis (França) conserva o seu maillot arco-íris no keirin, batendo Edward Dawkins (Nova Zelândia) e Azizulhasni Awang (Malásia), enquanto Lucas Liss (Alemanha) ganha o scratch. Avança Albert Torres (Espanha) e Bobby Lee (Estados Unidos). Do lado das mulheres, Anastasia Voynova (Rússia) adjudica-se o 500 metros contrarrelógio, seguindo Anna Meares (Austrália) e Miriam Welte (Alemanha).
  - Davide Cimolai (Lampre-Merdida) consegue ao sprint o Troféu Laigueglia, ante Francesco Gavazzi (Southeast) e Alexey Tsatevitch (Team Katusha).
- 20 de fevereiro : durante os campeonatos mundiais de ciclismo em pista, nos homens, François Pervis (França) consegue o Quilómetro contrarrelógio, ante Joachim Eilers (Alemanha) e Matthew Archibald (Nova Zelândia) ; a corrida por pontos volta a Artur Ershov (Rússia), que avança Eloy Teruel (Espanha) e Maximilian Beyer (Alemanha). Rebecca Wiasak (Austrália) impõe-se na perseguição individual mulheres, seguindo Jennifer Valente (Estados Unidos) e o seu compatriota Amy Cure.
- 21 de fevereiro : durante os campeonatos mundiais de ciclismo em pista, nos homens, Fernando Gaviria (Colômbia) adjudica-se o omnium. Líder após a primeira jornada, avança finalmente Glenn O'Shea (Austrália), vencedor da prova de perseguição, e Elia Viviani (Itália), no entanto ganhador de três provas (scratch, eliminação e volta lançada). Stefan Küng (Suíça) ganha a perseguição individual homens, seguindo Jack Bobridge (Austrália) e Julien Morice (França). Nas mulheres, Kirsten Wild (Países Baixos) consegue o scratch, ante Amy Cure (Austrália) e Allison Beveridge (Canadá), e Kristina Vogel (Alemanha) a velocidade individual, seguindo Elis Ligtlee (Países Baixos) e Zhong Tianshi (China).
- 22 de fevereiro :
  - Durante os campeonatos mundiais de ciclismo em pista, nos homens, a França consegue a perseguição à Americana, seguindo a Itália e a Bélgica, e Grégory Baugé (França) obtém o título em velocidade individual. Este último avança Denis Dmitriev (Rússia) e Quentin Lafargue (França). Com o primeiro lugar de duas provas (500 metros contrarrelógio e volta lançada), Annette Edmondson (Austrália) é sagrada campeã do mundo do omnium, ante Laura Trott (Reino Unido), que se impõe nas séries de perseguição individual e da carreira à eliminação, e Kirsten Wild (Países Baixos), ganhadora da corrida por pontos. Finalmente, Anna Meares (Austrália) obtém a vitória no keirin, batendo Shanne Braspennincx (Países Baixos) e Lisandra Guerra (Cuba).
  - Vencedor primeiramente da 4.ª etapa, Rafael Valls (Lampre-Merida) cria a surpresa tomando o primeiro lugar da Tour de Omã, seguindo Alejandro Valverde (Movistar) e Tejay van Garderen (BMC Racing Team).
  - Para a sua primeira corrida do ano, Christopher Froome (Team Sky) e Alberto Contador (Tinkoff-Saxo), vencedores a cada um de uma etapa, se enfrentam em cabeça da classificação geral da Ruta del Sol.[4] Froome avança finalmente a Contador na classificação, enquanto Beñat Intxausti (Movistar) completa o pódio.
  - Ganhador da 2.ª etapa, Geraint Thomas (Team Sky) impõe-se na Volta ao Algarve. Avança Michał Kwiatkowski (Etixx-Quick Step) e Tiago Machado (Team Katusha).
  - O Tour du Haut-Var volta a Ben Gastauer (AG2R La Mondiale), que vence igualmente uma etapa. Segue Philippe Gilbert (BMC Racing Team) e Jonathan Hivert (Bretagne-Séché).
  - Rafaâ Chtioui (Skydive Dubai) adjudica-se a Tropicale Amissa Bongo, ante Giovanni Bernaudeau (Europcar) e Abdelkader Belmokhtar (Equipa da Argélia).
- 27 de fevereiro : que se pulsa as conclusões de uma auditoria do Instituto das Ciências do Desporto da Universidade de Lausana, a UCI ordena a comissão das licenças para que esta suspenda a licença WorldTour da equipa Astana Pro Team.[5]
- 28 de fevereiro :
  - Ian Stannard (Team Sky) consegue o Omloop Het Nieuwsblad, seguindo Niki Terpstra e Tom Boonen (Etixx-Quick Step).
  - Eduardo Sepúlveda (Bretagne-Séché) ganha a Classic Sud Ardèche, seguindo Julien Loubet (Marselha 13 KTM) e Fabio Felline (Trek Factory Racing).

### Março
- 1 de março :
  - Mark Cavendish (Etixx-Quick Step) impõe-se na Kuurne-Bruxelas-Kuurne. Segue Alexander Kristoff (Team Katusha) e Elia Viviani (Team Sky).
  - Samuel Dumoulin (AG2R La Mondiale) consegue a Drôme Classic, ante Fabio Felline (Trek Factory Racing) e Sébastien Delfosse (Wallonnie-Bruxeles]]).
  - Triplicado italiano no GP de Lugano, onde Niccolò Bonifazio (Lampre-Merida) segue Francesco Gavazzi (Southeast) e Matteo Montaguti (AG2R La Mondiale).
- 4 de março : Kris Boeckmans (Lotto-Soudal) adjudica a Le Samyn, seguindo Gianni Meersman (Etixx-Quick Step) e Christophe Laporte (Cofidis).

### Abril
- 5 de abril :
  - Alexander Kristoff (Katusha) adjudica-se a Volta à Flandres seguindo ao sprint Niki Terpstra (Etixx-Quick Step). Greg Van Avermaet (BMC Racing) toma o terceiro lugar a alguns segundos do vencedor.
- 12 de abril :
  - Paris-Roubaix está vencido por John Degenkolb (Giant-Alpecin). Está seguido no mesmo tempo por Zdeněk Štybar (Etixx-Quick Step) e por Greg Van Avermaet (BMC Racing).
- 19 de abril :
  - Michał Kwiatkowski (Etixx-Quick Step) consegue a Amstel Gold Race ante Alejandro Valverde (Movistar) e Michael Matthews (Orica-GreenEDGE).
- 22 de abril :
  - Alejandro Valverde (Movistar) impõe-se para a terceira vez da sua carreira na Flecha Wallonne. Segue Julian Alaphilippe (Etixx-Quick Step) e Michael Albasini (Orica-GreenEDGE).
- 24 de abril :
  - Richie Porte (Team Sky) ganha o Tour de Trentin. Mikel Landa (Astana Pro Team) e Leopold König (Team Sky) completem o pódio.
- 26 de abril :
  - Alejandro Valverde (Movistar) consegue a Liège-Bastogne-Liège e realiza o duplo alguns dias após a sua vitória na Flecha Wallonne. Trata-se da sua terceira vitória na Decana. Impõe-se ao sprint ante Julian Alaphilippe (Etixx-Quick Step) e Joaquim Rodríguez (Katusha).

### Maio
- 9 de maio : começo do Giro d'Italia.
- 31 de maio : final do Giro d'Italia.

### Junho
- 7 de junho : Bradley Wiggins bate o recorde da hora em Londres percorrendo quilômetro.[6]

### Julho
- 4 de julho : começa o Tour de France em Utrecht nos Países Baixos. Na primeira etapa é um contrarrelógio de 14 km conseguido por Rohan Dennis (BMC) que é o primeiro portador do maillot amarelo.
- 5 de julho-12 de julho : primeira semana do Tour de France. André Greipel (Lotto Soudal) consegue a segunda etapa em Zelândia marcada por numerosos favoritos furos por golpes de bordas (cujo Vincenzo Nibali e Nairo Quintana). O suíço Fabian Cancellara (Trek) toma o maillot amarelo. A terceira etapa cuja chegada está adjudicada acima do famoso Muro de Huy está conseguida pelo Espanhol Joaquim Rodriguez (Katusha) e o Britânico Christopher Froome (Team Sky) toma o maillot amarelo. Tony Martin (Etixx-Quick Step) ganha a quarta etapa em Cambrai e toma a cabeça da classificação geral. A quinta etapa, cuja chegada está dada em Amiens, está vencida pelo Alemão André Greipel (Lotto Soudal). Zdeněk Štybar (Etixx-Quick Step) consegue a sexta etapa em Havre. Tony Martin, o maillot amarelo, abandona. Mark Cavendish (Etixx-Quick Step) ganha a sétima etapa ao sprint em Fougères, Christopher Froome retoma a cabeça da classificação geral. A oitava etapa decorrida em Mûr-de-Bretagne foi vencida pelo Francês Alexis Vuillermoz (AG2R La Mondiale). O contrarrelógio por equipa da nona etapa foi vencida pela equipa BMC Racing Team em Plumelec.
- 14 de julho-20 de julho : segunda semana do Tour de France. O britânico Christopher Froome (Team Sky) consegue a décima etapa e senta a sua concorrência durante a primeira etapa de montanha nas Pirenéus em La Pierre Saint-Martin. O Polaco Rafał Majka (Tinkoff-Saxo) consegue a décima-primeira em Cauterets. O Espanhol Joaquim Rodriguez (Katusha) ganha a duo-décima etapa no Plateau de Beille. O Belga Greg Van Avermaet (BMC) adjudica-se a décima terceira em Rodez. O Britânico Steve Cummings (MTN-Qhubeka) consegue a décima quarto a Mende. O Espanhol Rubén Plaza (Lampre-Merida) ganha a décima quinta etapa em Gap.
- 22 de julho-25 de julho : terceira semana do Tour de France nos Alpes. A décima sexta etapa, cuja chegada está julgada em Pra-Loup, está vencida pelo Alemão Simon Geschke (Giant-Alpecin). O Francês Romain Bardet (AG2R La Mondiale) ganha a décima séptima etapa en Saint-Jean-de-Maurienne. A décima oitava etapa está adjudicada por Vincenzo Nibali (Astana Pro Team em La Toussuire. A última etapa de montanha deste Tour de France cuja chegada está julgada à cimeira da Alpe d'Huez está conseguida pelo Francês Thibaut Pinot (FDJ).
- 26 de julho : final do Tour de France. O Alemão André Greipel (Lotto-Soudal consegue a última etapa nas Champs-Élysées. Christopher Froome (Team Sky) consegue para a segunda vez a classificação geral final do Tour de France. O colombiano Nairo Quintana (Movistar) e o Espanhol Alejandro Valverde (Movistar) completem o pódio. O maillot verde da classificação por ponto está conseguido pelo eslovaco Peter Sagan (Tinkoff-Saxo). O classificação da montanha está conseguida por Christopher Froome (Team Sky). A classificação do melhor jovem está conseguida por Nairo Quintana (Movistar). O Francês Romain Bardet (AG2R La Mondiale) está eleito Super-Combativo. A classificação por equipas está conseguida pela Movistar Team.

### Agosto
- 22 de agosto : começo da Volta a Espanha.

### Setembro
- 13 de setembro : final da Volta a Espanha.

### Outubro
- 5 de outubro : em Bordéus, apresentação ao grande público de Alpha, a primeira bicicleta com assistência elétrica funcionando à gás hidrogênio e fabricado em série.[7]

## Grandes voltas

### Volta a Itália
- Vencedor :  Alberto Contador
  - 2.º :  Fabio Aru
  - 3.º :  Mikel Landa
- Classificação por pontos :  Giacomo Nizzolo
- Classificação da montanha :  Giovanni Visconti
- Classificação do melhor jovem :  Fabio Aru
- Classificação da melhor equipa :  Astana Pro Team

### Tour de France
- Vencedor :  Christopher Froome
  - 2.º :  Nairo Quintana
  - 3.º :  Alejandro Valverde
- Classificação por pontos :  Peter Sagan
- Classificação da montanha :  Christopher Froome
- Classificação do melhor jovem :  Nairo Quintana
- Classificação da melhor equipa :  Movistar
- Super-combativo :  Romain Bardet

### Volta a Espanha
- Vencedor :  Fabio Aru
  - 2.º :  Joaquim Rodríguez
  - 3.º :  Rafał Majka
- Classificação por pontos :  Alejandro Valverde
- Classificação da montanha :  Omar Fraile
- Classificação do combinado :  Joaquim Rodríguez
- Classificação da melhor equipa :  Movistar

## Principais clássicos
- Milão-Sanremo :  John Degenkolb (Giant-Alpecin)
- grande prêmio E3 :  Geraint Thomas (Team Sky)
- Gante-Wevelgem :  Luca Paolini (Katusha)
- Volta à Flandres :  Alexander Kristoff (Katusha)
- Paris-Roubaix :  John Degenkolb (Giant-Alpecin)
- Amstel Gold Race :  Michał Kwiatkowski (Etixx-Quick Step)
- Flecha Wallonne :  Alejandro Valverde (Movistar)
- Liège-Bastogne-Liège :  Alejandro Valverde (Movistar)
- Clássica de San Sebastián :  Adam Yates (Orica-GreenEDGE)
- Vattenfall Cyclassics :  André Greipel (Lotto Soudal)
- Grand Prix Ouest-France de Plouay :  Alexander Kristoff (Katusha)
- Grand Prix cycliste de Québec :  Rigoberto Uran (Etixx-Quick Step)
- Grand Prix cycliste de Montréal :  Tim Wellens (Lotto Soudal)
- Giro de Lombardia :  Vincenzo Nibali (Astana Pro Team)
- Paris-Tours :  Matteo Trentin (Etixx-Quick Step)

## Campeonatos

### Campeonatos mundiais

#### Campeonatos mundiais de ciclocross
| Provas            | Ouro                         | Prata                | Bronze                  |
| ----------------- | ---------------------------- | -------------------- | ----------------------- |
| Elites Homens     | Mathieu van der Poel (NED)   | Wout Van Aert (BEL)  | Lars van der Haar (NED) |
| Elites Mulheres   | Pauline Ferrand-Prévot (FRA) | Sanne Cant (BEL)     | Marianne Vos (NED)      |
| Esperanças Homens | Michael Vanthourenhout (BEL) | Laurens Sweeck (BEL) | Stan Godrie (NED)       |
| Juniores homens   | Simon Andreassen (DEN)       | Eli Iserbyt (BEL)    | Max Gulickx (NED)       |

#### Campeonatos mundiais em pista
Homens
| Provas                    | Ouro                                                                                  | Prata                                                                     | Bronze                                                                         |
| ------------------------- | ------------------------------------------------------------------------------------- | ------------------------------------------------------------------------- | ------------------------------------------------------------------------------ |
| Quilómetro contrarrelógio | François Pervis                                                                       | Joachim Eilers                                                            | Matthew Archibald                                                              |
| Keirin                    | François Pervis                                                                       | Edward Dawkins                                                            | Azizulhasni Awang                                                              |
| Velocidade                | Grégory Baugé                                                                         | Denis Dmitriev                                                            | Quentin Lafargue                                                               |
| Velocidade por equipas    | Grégory Baugé · Michaël D'Almeida · Kévin Sireau · França                             | Edward Dawkins · Ethan Mitchell · Sam Webster · Nova Zelândia             | Joachim Eilers · René Enders · Robert Förstemann · Alemanha                    |
| Perseguição individual    | Stefan Küng                                                                           | Jack Bobridge                                                             | Julien Morice                                                                  |
| Perseguição por equipas   | Alex Frame · Dylan Kennett · Regan Gough · Pieter Bulling · Marc Ryan · Nova Zelândia | Andrew Tennant · Owain Doull · Steven Burke · Edward Clancy · Reino Unido | Miles Scotson · Alexander Edmondson · Luke Davison · Jack Bobridge · Austrália |
| Corrida por pontos        | Artur Ershov                                                                          | Eloy Teruel                                                               | Maximilian Beyer                                                               |
| American                  | Morgan Kneisky · Bryan Coquard · França                                               | Elia Viviani · Marco Coledan · Itália                                     | Otto Vergaerde · Jasper de Buyst · Bélgica                                     |
| Scratch                   | Lucas Liss                                                                            | Albert Torres                                                             | Bobby Lee                                                                      |
| Omnium                    | Fernando Gaviria                                                                      | Glenn O'Shea                                                              | Elia Viviani                                                                   |

Mulheres
| Provas                    | Ouro                                                                           | Prata                                                                        | Bronze                                                                       |
| ------------------------- | ------------------------------------------------------------------------------ | ---------------------------------------------------------------------------- | ---------------------------------------------------------------------------- |
| 500 metros contrarrelógio | Anastasia Voinova                                                              | Anna Meares                                                                  | Miriam Welte                                                                 |
| Keirin                    | Anna Meares                                                                    | Shanne Braspennincx                                                          | Lisandra Guerra                                                              |
| Velocidade                | Kristina Vogel                                                                 | Elis Ligtlee                                                                 | Zhong Tianshi                                                                |
| Velocidade por equipas    | Gong Jinjie · Zhong Tianshi · China                                            | Daria Shmeleva · Anastasia Voinova · Rússia                                  | Kaarle McCulloch · Anna Meares · Austrália                                   |
| Perseguição               | Rebecca Wiasak                                                                 | Jennifer Valente                                                             | Amy Cure                                                                     |
| Perseguição por equipas   | Annette Edmondson · Ashlee Ankudinoff · Amy Cure · Melissa Hoskins · Austrália | Katie Archibald · Laura Trott · Elinor Barker · Joanna Rowsell · Reino Unido | Allison Beveridge · Jasmin Glaesser · Kirsti Lay · Stephanie Roorda · Canadá |
| Corrida por pontos        | Stephanie Pohl                                                                 | Minami Uwano                                                                 | Kimberly Geist                                                               |
| Scratch                   | Kirsten Wild                                                                   | Amy Cure                                                                     | Allison Beveridge                                                            |
| Omnium                    | Annette Edmondson                                                              | Laura Trott                                                                  | Kirsten Wild                                                                 |

#### Campeonatos mundiais em estrada
| Contrarrelógio    | Ouro                     | Prata                       | Bronze                |
| ----------------- | ------------------------ | --------------------------- | --------------------- |
| Elites homens     | Vasil Kiryienka (BLR)    | Adriano Malori (ITA)        | Jérôme Coppel (FRA)   |
| Elites mulheres   | Linda Villumsen (NZL)    | Anna van der Breggen (NED)  | Lisa Brennauer (GER)  |
| Esperanças homens | Mads Würtz Schmidt (DEN) | Maximilian Schachmann (GER) | Lennard Kämna (GER)   |
| Juniores homens   | Leo Appelt (GER)         | Adrien Costa (USA)          | Brandon McNulty (USA) |
| Juniores mulheres | Chloé Dygert (USA)       | Emma White (USA)            | Anna-Leeza Hull (AUS) |
| Equipas homens    | BMC Racing (USA)         | Etixx-Quick Step (BEL)      | Movistar (ESP)        |
| Equipas mulheres  | Velocio-SRAM (USA)       | Boels Dolmans (NED)         | Rabo Liv Women (NED)  |

| Ciclismo em estrada | Ouro                       | Prata                        | Bronze                     |
| ------------------- | -------------------------- | ---------------------------- | -------------------------- |
| Elites homens       | Peter Sagan (SVK)          | Michael Matthews (AUS)       | Ramūnas Navardauskas (LTU) |
| Elites mulheres     | Elizabeth Armitstead (GBR) | Anna van der Breggen (NED)   | Megan Guarnier (USA)       |
| Esperanças homens   | Kévin Ledanois (FRA)       | Simone Consonni (ITA)        | Anthony Turgis (FRA)       |
| Juniores homens     | Félix Gall (AUT)           | Clément Bétouigt-Suire (FRA) | Rasmus Pedersen (DÃO)      |
| Juniores mulheres   | Chloé Dygert (USA)         | Emma White (USA)             | Agnieszka Skalniak (POL)   |

### Principais campeões nacionais em estrada
- África do Sul : Jacques Janse van Rensburg (MTN-Qhubeka)
- Austrália : Heinrich Haussler (IAM)
- Colômbia : Robinson Chalapud (Orgullo Antioqueño)
- Espanha : Alejandro Valverde (Movistar)
- França : Steven Tronet (Auber 93)
- Itália : Vincenzo Nibali (Astana Pro Team)
- Nova Zelândia : Joseph Cooper (Avanti Racing)
- Países Baixos : Niki Terpstra (Etixx-Quick Step)
- Eslováquia : Peter Sagan (Tinkoff-Saxo)

## Principais óbitos
- 12 de janeiro : Peder Pedersen, membro da Junta directora da UCI[8]
- 18 de fevereiro : Claude Criquielion, ciclista belga
- 21 de fevereiro : Mohammed El Gourch (° 11 de janeiro de 1936)
- 12 de abril : Noël De Pauw, ciclista belga (° 25 de julho de 1942)
- 31 de maio : François Mahé
- 4 de dezembro : Eric De Vlaeminck, ciclista belga (° 23 de março de 1945)